# René-Ambroise Maréchal
Pour les articles homonymes, voir Maréchal.
René-Ambroise Maréchal, né à Paris le 1er février 1818 et mort à Rome le 9 octobre 1847, est un sculpteur français, lauréat du prix de Rome en 1843.

## Biographie
René-Ambroise Maréchal est admis à l’école des beaux-arts de Paris dans les ateliers de Jules Ramey et d’Auguste Dumont.
En 1842, il concourt pour le prix de Rome avec Diomède enlevant le Palladium, et il est classé second ex-aequo avec Mathurin Moreau. Il obtient le premier prix l’année suivante pour La Mort d’Épaminondas. Ce prix lui permet d’être pensionné de l’État et de séjourner à la Villa Médicis dès 1844.
Pendant son séjour à Rome, il expédie plusieurs œuvres à Paris.
Il meurt de la petite vérole à Rome le 9 octobre 1847. Une pierre lapidaire portant en relief le portrait du sculpteur est apposée dans l’église Saint-Louis des Français à Rome.

## Œuvres
- Diomède enlevant le Palladium : Deuxième prix de Rome de 1842, après Jules Cavelier, premier prix.
- La Mort d’Épaminondas : bas-relief en plâtre avec lequel Maréchal obtient, en 1843, le premier prix de Rome. Conservé à l'école des beaux-arts de Paris[2].
- Rome ou Allégorie de la Rome moderne : buste en marbre exécuté à Rome en 1847, conservé au musée du Louvre[3].